# تپه امامزاده جلال‌الدین ۲
تپه امامزاده جلال الدین ۲ مربوط به دوران‌های تاریخی پس از اسلام است و در شهرستان قزوین، روستای سنکان واقع شده و این اثر در تاریخ ۸ خرداد ۱۳۸۰ با شمارهٔ ثبت ۳۹۰۰ به‌عنوان یکی از آثار ملی ایران به ثبت رسیده است.